# 白吻南鰍
白吻南鰍（學名：Schistura albirostris）為輻鰭魚綱鯉形目條鰍科南鰍屬的其中一種。分布於亞洲中國雲南省伊洛瓦底江支流龍川江流域，體長可達4.2公分，棲息在礫石底質的河川底層水域，生活習性不明。

## 扩展阅读
維基物種上的相關：白吻南鰍